# Neoxenus pallipes
Espèce
Neoxenus pallipes est une espèce d'insectes coléoptères appartenant à la famille des Anthribidae.

## Première publication
(de) Suffrian, C. G. L. Eduard. 1870. Verzeichniss der von Dr. Gundlach auf der Insel Cuba gesammelten Russelkäfer, Archiv fur Naturgeschichte 36(1):150-234 Texte complet